# Karmelieten

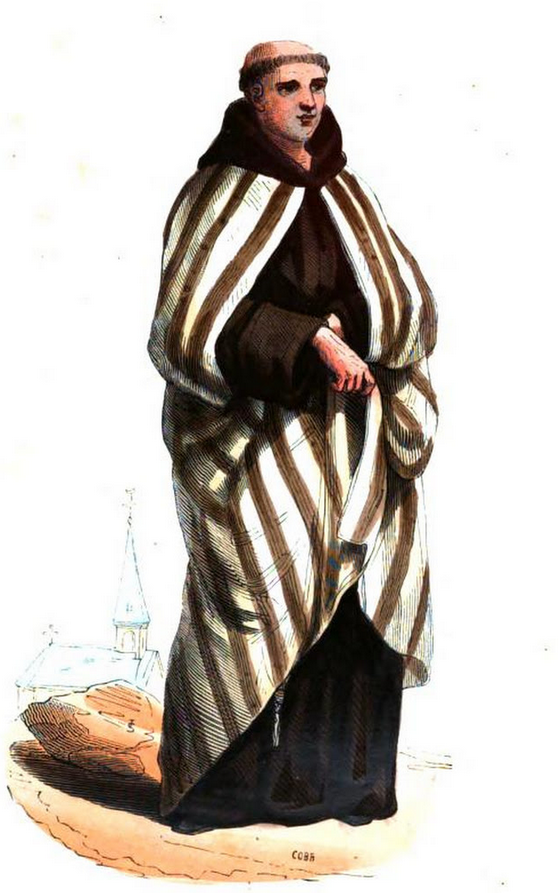
Vroege Karmeliet

De Orde van de Karmelieten (Karmelbeweging Ordo Carmelitarum, O.Carm.; vrouwelijke vorm: karmelietessen) is een rooms-katholieke bedelorde, die zich net zoals de franciscanen, dominicanen en augustijnen onderscheidt van de andere monastieke orden doordat ze in plaats van de individuele armoede juist de collectieve armoede belijdt. Voor hun onderhoud zijn ze afhankelijk van hun eigen arbeid en van aalmoezen.

## Oorsprong
De karmelieten kennen hun oorsprong rond het jaar 1150, op de berg Karmel bij de havenplaats Haifa in Israël. Deze berg, die verbonden is met de profeet Elia, is lange tijd een verblijfplaats voor talrijke kluizenaars die in navolging van hem een aan God toegewijd leven leidden. Naast een hoogtepunt in de vierde tot de zevende eeuw kent het kluizenaarsleven daar in de elfde en twaalfde eeuw een ware renaissance. In de twaalfde eeuw kwamen verscheidene pelgrims onder leiding van Berthold van Calabrië en Albertus van Jeruzalem samen 'nabij de bron van Elia' om als heremieten te leven. Tussen de kluizenaarscellen werd een kapel ter ere van Maria gebouwd. Vanaf dat moment noemen de heremieten zichzelf 'Broeders van de heilige Maria van de Berg Karmel'.
Om 'juridische stabiliteit' te verwerven, richt de groep heremieten zich tot Albert Avogadro (1150-1214). Hij staat aan de basis van de officiële leefregel van de karmelieten. Armoede en handenarbeid zijn volgens deze leefregel het belangrijkst. Wat echter karakteristiek is voor de karmelieten, is het grote belang dat ze hechten aan het in stilte uitgevoerde gebed. In 1235 worden de karmelieten, onder het dreigende gevaar van de Saracenen, gedwongen de berg Karmel te verlaten. De meesten trekken naar delen van Europa.

## Ongeschoeide karmelieten
De veertiende eeuw is de Gouden Eeuw voor de Orde van de Karmelieten; zowel op intellectueel als op spiritueel vlak zijn er steeds ontwikkelingen. Er worden veel nieuwe kloosters gesticht en er wordt ook veel aandacht besteed aan de intellectuele vorming van de leden. Deze intellectuele bloei ligt echter, samen met het Westers Schisma (1378-1417) en de grote pestepidemie (1347-1354), ook aan de basis van het verval dat de Karmel op vele plaatsen meemaakt vanaf het einde van de veertiende eeuw. De hierbij ontstane misbruiken doen al spoedig verlangen naar hervorming. De meest effectieve hervorming komt tot stand onder Theresia van Ávila. De pijlers ervan zijn armoede, gebed en afzondering. 
In 1568 ontstaat het eerste klooster van de ongeschoeide karmelieten (Ordo Carmelitarum Discalceatorum, OCD). Vanaf dit ogenblik bestaat er dus een scheiding tussen de geschoeide en de ongeschoeide karmelieten.
In 1584, de Sint-Annakerk in de Italiaanse stad Genua was de eerste stichting buiten Spanje van de Ongeschoeide Karmelieten. In dit jaar, keerde pater Nicolaas van Jezus en Maria Doria terug naar zijn geboorteland Republiek Genua, samen met een groep broeders die aan de hervorming hielden, met de bedoeling een klooster te stichten in Rome. Vanwege de tegenstand van de nuntius van paus Gregorius XIII, besloot hij in Genua te blijven en daar stichtte hij een klooster met de financiële hulp van de adellijke families Doria, Cattaneo, Spinola en Pallavicini. 

## Franse Revolutie en daarna
Op het einde van de achttiende en in het begin van de negentiende eeuw kennen de karmelieten een dieptepunt in hun geschiedenis, ditmaal veroorzaakt door externe factoren. Door de Franse Revolutie en de verspreiding van nieuwe ideeën door Napoleon werd aan de karmelieten een grote slag toegediend. Het resultaat van deze vervolgingsperiode is dramatisch geweest voor de karmelieten. Kloosters en kerken werden gesloten. Pas in het midden van de negentiende eeuw of later kwamen er nieuwe stichtingen. In Nederland en België verdwenen de geschoeide karmelieten praktisch volledig (uitgezonderd in Boxmeer en in Vilvoorde), maar in enkele steden bleven de ongeschoeide karmelieten voortleven, zoals Brugge, Gent en Leuven.

## Bekende karmelieten en karmelietessen
Behalve Theresia van Ávila en Teresa van Los Andes zijn vooral de heiligen Johannes van het Kruis, Theresia van Lisieux en Edith Stein (Theresia-Benedicta van het Kruis) bekende karmelieten. Daarnaast behoorde ook Louise de La Vallière, een van de minnaressen van Lodewijk XIV, in haar latere leven tot deze orde. Een bekende Nederlandse karmeliet is de heilig verklaarde Titus Brandsma die op 17 september 1898 intrad. Vanuit Nederland wordt tevens een proces tot zaligverklaring van de karmelietes Josephine Koning (1868-1931) gevoerd. Aartsbisschop Antonio Augusto Intreccialagli werd eerbiedwaardig verklaard.